# 9 de julio
El 9 de julio es el 190.º (centésimo nonagésimo) día del año en el calendario gregoriano y el 191.º en los años bisiestos. Quedan 175 días para finalizar el año.

## Acontecimientos
- 585 a. C.: en Grecia se registra un eclipse de Sol que había sido predicho por el astrónomo Tales de Mileto.
- 251: en Creta (Grecia), sucede un terremoto de X grados en la escala de Mercalli. Se desconoce el número de muertos.
- 253: en Pérgamo (Turquía, a 30 km al este del mar Egeo) sucede un terremoto de X grados en la escala de Mercalli. Se desconoce el número de muertos.
- 455: en Italia, el comandante militar romano Avito es proclamado emperador del Imperio Romano de Occidente.
- 869: en Sendai (Japón), sucede un terremoto de 8,6 grados, provocando posteriormente un tsunami.
- 1357: en Praga (Bohemia), el emperador Carlos IV de Luxemburgo (del Sacro Imperio Romano) asiste a la instalación de la piedra fundamental del Puente Carlos.
- 1429: en Francia, Juana de Arco hace abrir las puertas de Troyes a Carlos VII, a quien hará consagrar en Reims.
- 1540: en Inglaterra, Enrique VIII anula su matrimonio con su cuarta esposa, Ana de Cleves.
- 1541: en África, Estevão da Gama parte de Massawa, dejando atrás a 400 mosqueteros y 150 esclavos bajo las órdenes de su hermano Christovão da Gama, para que asistan al emperador de Etiopía a derrotar a Ahmad ibn Ibrihim al-Ghazi (1507-1543), que había invadido su imperio.
- 1749: en Canadá, los británicos fundan el puerto de Halifax (Nueva Escocia) como respuesta al asentamiento francés en Luisburgo.
- 1755: cerca de Fort Duquesne (Pensilvania), fuerzas francesas e indígenas emboscan y derrotan a los británicos y milicianos estadounidenses. El general Edward Braddock es herido mortalmente, y el coronel George Washington sobrevive.
- 1762: en Rusia, Catalina II es nombrada emperatriz.
- 1789: en Versalles (Francia), se constituye la Asamblea Nacional como paso previo para la creación de una Constitución nacional.
- 1790: en el golfo de Finlandia, cerca del actual puerto de Kotka, en el marco de la Guerra ruso-sueca, se libra la segunda batalla de Svensksund en la que la flota sueca captura a un tercio de la flota rusa.
- 1793: en Canadá, en el norte se establece la ley contra la esclavitud; en el sur, se prohíbe la importación de más esclavos.
- 1810: en Países Bajos, Napoleón Bonaparte incluye oficialmente a los Países Bajos en el Imperio francés.
- 1815: en Francia, Talleyrand es nombrado primer ministro.
- 1816: en Argentina, el Congreso de Tucumán proclama su independencia de España. (En 1810 se había establecido el primer gobierno independiente: la Primera Junta, pero ante la poca preparación militar patriota en ese año 1810, la Independencia Argentina fue recién declarada oficialmente en 1816).
- 1846: en Estados Unidos, por una ley del Congreso, el área de Washington al sur del río Potomac (100 km²) es devuelta al estado de Virginia.
- 1850: en Estados Unidos fallece el presidente Zachary Taylor y Millard Fillmore se convierte en el 13° presidente de este país.
- 1859: España reconoce la independencia argentina.
- 1860: en Damasco (Siria), los musulmanes del Imperio otomano realizan una masacre de cristianos.
- 1863: cerca del actual East Baton Rouge (Luisiana, Estados Unidos), termina el sitio de Port Hudson.
- 1867: en África termina sin éxito la expedición de Edward D. Young en búsqueda del misionero y explorador británico David Livingstone.
- 1877: en Londres se realiza el primer torneo de tenis de Wimbledon.
- 1882: en Perú ―en el marco de la Campaña de la Breña (conflicto con Chile)― se libra el Combate de Concepción.
- 1896: en Estados Unidos, William Jennings Bryan pronuncia su discurso acerca de la cruzada del oro.
- 1900: en Reino Unido, la reina Victoria autoriza la creación del Commonwealth de Australia, uniendo las diversas colonias separadas en un único gobierno federal.
- 1903: en Francia, el ciclista Maurice Garin vence el primer Tour de Francia.
- 1909: Obreros españoles que trabajaban en la construcción de un ferrocarril cerca de Melilla, son atacados por cabilas de la zona, dando inicio a la guerra de Melilla. El gobierno de Maura da orden de movilizar a los reservistas, medida muy mal acogida por las clases populares y que posteriormente desencadenaría los eventos de la Semana Trágica.
- 1916: en Buenos Aires (Argentina) se crea la Confederación Sudamericana de Fútbol.
- 1918: en Nashville (Tennessee), un tren local choca con un expreso. Hay 101 muertos y 171 heridos. Se trata del accidente ferroviario más grave en la historia de ese país.
- 1921: en la conferencia Jilafat, celebrada en Karachi (Pakistán), Maulana Muhammad Ali Johar pronuncia su famoso discurso sedicioso contra los británicos.
- 1922: en Lima (Perú) se funda la Hermandad de Caballeros de San Martín de Porres y San Juan Macías.
- 1922: en Estados Unidos el nadador y actor Johnny Weissmüller nada 100 metros en estilo libre en 58,6 segundos, batiendo el récord mundial y rompiendo la «barrera del minuto».
- 1932: en la conferencia de Lausana (Suiza) se establece la condonación de la deuda de Alemania por indemnizaciones de guerra.
- 1932: en el estado de São Paulo (Brasil) comienza la llamada Revolución Constitucionalista, que ―apoyada por Mato Grosso― se alza contra la dictadura de Getúlio Vargas.
- 1933: en la provincia de Upsala (Suecia) se registra la temperatura más alta en la Historia de ese país: 38 °C (100,4 °F). Esa temperatura se repetirá únicamente el 29 de junio de 1947.
- 1940: en la batalla naval de Punta Stilo (Italia), el acorazado británico HMS Warspite ataca al acorazado italiano Giulio Césare; la flota italiana se retira. La Regia Aeronautica ataca los navíos británicos, pero obtiene pocos resultados.
- 1941: desde Italia parte el CSIR (Cuerpo de Expedición Italiano) para ayudar a la Alemania nazi en la invasión de la Unión Soviética.
- 1942: en Ámsterdam (Países Bajos), en el marco del holocausto, la familia de Anna Frank se esconde en un depósito en el ático sobre la oficina del padre.
- 1943: Durante la Segunda Guerra Mundial la ciudad alemana de Colonia (Köln) es bombardeada, produciéndose 4.377 muertos; la ciudad ardió durante 5 días y fue bombardeada un total de 262 ocasiones a lo largo de la guerra, conservándose solamente el 5% del casco antiguo.[1]
- 1943: en Italia ―en el marco de la Segunda Guerra Mundial―, las fuerzas aliadas realizan la invasión anfibia de Sicilia (Operación Husky).
- 1944: en la batalla de Normandía (Francia), fuerzas británicas y canadienses capturan Caen.
- 1944: en Oceanía fuerzas estadounidenses toman la isla de Saipán (Marianas del Norte).
- 1948: en Pakistán se emiten los primeros sellos postales, con imágenes de la Asamblea Constituyente, el aeropuerto de Karachi y el fuerte Lahore.
- 1951: Laos entra en la Unesco.
- 1955: en Londres el filósofo Bertrand Russell presenta el Manifiesto Russell-Einstein sobre desarme nuclear.
- 1958: en la cerrada bahía de Lituya (Alaska) un sismo de fuerte magnitud provoca la caída del glaciar Lituya dentro de la bahía, lo que genera el megatsunami más alto conocido en la historia humana (ver tsunami de bahía Lituya), que arrasó la costa hasta una altura de 520 m. Mueren dos pescadores.
- 1958: en Grecia, Constantinos Karamanlís vuelve a asumir el poder.

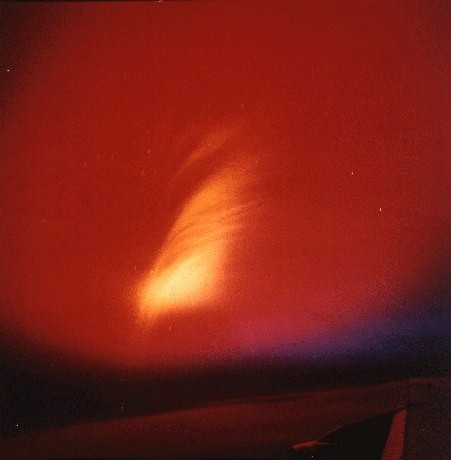
Explosión de la bomba nuclear Starfish Prime en el espacio exterior.

- 1962: a 400 km de altura sobre el atolón Johnston (en el océano Pacífico), Estados Unidos hace detonar la bomba atómica Starfish Prime, de 1450 kt. En comparación, la explosión de la bomba de Hiroshima fue equivalente a 13 kt.
- 1968: en South Bank (Londres), se inaugura la galería Hayward.
- 1975: en Senegal, la Asamblea Nacional aprueba una ley para desarrollar un sistema democrático multipartidario.
- 1977: Con motivo del Día Nacional de la Juventud el dictador chileno Augusto Pinochet realiza el discurso de Chacarillas, en el que anuncia las bases para una nueva institucionalidad.
- 1978: en Italia, Sandro Pertini presta juramento como séptimo presidente. Había sido elegido el 8 de julio con 832 votos sobre 995.
- 1979: en Francia un coche bomba destruye el automóvil Renault de los famosos «cazadores de nazis» Beate y Serge Klarsfeld en su hogar. En una nota, el grupo nazi ODESSA se declara responsable.
- 1979: la sonda estadounidense Voyager 2 pasa a 570.000 km de Júpiter; descubre que el planeta tiene anillos y transmite fotos de sus satélites.
- 1981:
  - En Senegal, el gobierno reconoce legalmente a los partidos políticos PIT (Partido por la Independencia y el Trabajo) y la LD-MPT (Liga Democrática: en Movimiento para el Partido del Trabajo).
  - En Argentina, la Junta Militar libera a la expresidenta María Estela Martínez de Perón, quien se refugia en España. Un grupo de dirigentes de partidos políticos forma la Multipartidaria. La alianza de las fuerzas políticas tiene por objeto reclamar la normalización institucional y la convocatoria a elecciones nacionales.
  - En Japón se lanza el videojuego Donkey Kong.
- 1982: en Kenner (Luisiana, Estados Unidos) cae un Boeing 727 llevando el vuelo 759 de Pan Am; mueren sus 146 pasajeros y 8 personas en tierra.
- 1984: en York (Reino Unido), cae un rayo sobre la Catedral de York; el incendio resultante se expande por todo el edificio. Sin embargo, no se destruye el rosetón y los sacerdotes rescatan todos los bienes.
- 1989: en La Meca (Arabia) explotan dos bombas, matando a 1 peregrino e hiriendo a 16.
- 1991: en Canadá, la Federación Internacional por los Derechos Humanos denuncia la violación a los derechos humanos cometidos por policías y militares durante la crisis de los indios mohawk en Oka (cerca de Quebec). Los canadienses querían construir un campo de golf sobre un cementerio sagrado.
- 1991: Sudáfrica es aceptada en los Juegos Olímpicos, luego de 30 años de exclusión por el racismo.
- 1995: en Soldier Field (Chicago, Estados Unidos), el grupo de rock Grateful Dead realiza el último concierto de su carrera de 30 años.
- 1997: en los Estados Unidos, se suspende la licencia del boxeador Mike Tyson por al menos un año, y debe pagar una multa de 3 millones de dólares por haberle arrancado una oreja de un mordisco a Evander Holyfield durante un combate.
- 1997: en Venezuela, 81 personas mueren por un terremoto (escala 7,0) con epicentro ante las costas del país.
- 1997: en Brasil, un Fokker 100 de TAM Líneas Aéreas lanza al ingeniero Fernando Caldeira de Moura Campos a 2400 metros en caída libre después de una explosión que despresuriza la aeronave.
- 1998: Afirmación del pabellón argentino en el Multipropósito ARA Punta Alta (Q-63). Pertenecía a la Guardia Costera de Estados Unidos con el nombre de USCG Red Birch (WLM 687). Fue construido en el astillero Cost Guard Yard, Curtis Bay Industrial Area, Maryland (EE. UU.) y llegó al país en 1998 al mando del Capitán de Corbeta Ricardo R. Cremona.
- 1999: en Teherán (Irán) comienzan varios días de protesta estudiantil después de que la policía atacara un dormitorio estudiantil de la Universidad de Teherán.
- 2001: en Santiago de Chile, la Corte de Apelaciones establece que Augusto Pinochet no es procesable temporalmente debido a una «demencia moderada».
- 2002: en Addis Abeba (Etiopía) se establece la Unión Africana. El primer presidente es Thabo Mbeki, presidente de Sudáfrica.
- 2004: en Estados Unidos, la comisión del Senado sobre los servicios de inteligencia afirma que eran «erróneas» las afirmaciones del Gobierno acerca de la existencia de armas de destrucción masiva en Irak, como motivo para la invasión de ese país. La comisión absuelve a la Casa Blanca.
- 2004: en La Haya, la Corte Permanente de Justicia Internacional (con solo el voto en contra de Estados Unidos), declara que el muro de contención de Israel es «contrario al derecho internacional». En Israel, Ariel Sharón afirma que por lo tanto el atentado del 10 de julio es «avalado por la Corte Internacional de la Haya».
- 2004: en Portugal, después de que José Manuel Durão Barroso es nombrado presidente de la Comisión Europea, el presidente Jorge Sampaio anuncia que invitará al líder del PSD, Pedro Santana Lopes a formar gobierno.
- 2005: Sudán del Sur declara su independencia de Sudán
- 2005: en el zoológico nacional de Washington D. C. nace el panda gigante Tai Shan.
- 2006: en Alemania, en la final del Campeonato Mundial de Fútbol de la FIFA, en el Estadio Olímpico de Berlín, se enfrentan Francia e Italia. Italia se convierte en el campeón al ganar en tanda de penales 5-3, luego de quedar empatados 1-1 en el tiempo reglamentario.
- 2007: en Argentina, nieva en muchas ciudades del país en donde no es frecuente este fenómeno meteorológico. Una de ellas fue Buenos Aires, donde hacía 89 años que no nevaba. Véase Nevadas en Argentina del 9 de julio de 2007.
- 2009: Liga de Quito se consagra campeón de la Recopa Sudamericana venciendo en el resultado global 4-0 ante el Internacional de Porto Alegre siendo el primer equipo ecuatoriano en ganarla.
- 2011: proclamación de la independencia de Sudán del Sur, antigua región autónoma de Sudán formada por 10 estados del mismo.
- 2014: Bahamas y Nicaragua informan de sus primeros casos de artritis epidémica chikunguña.

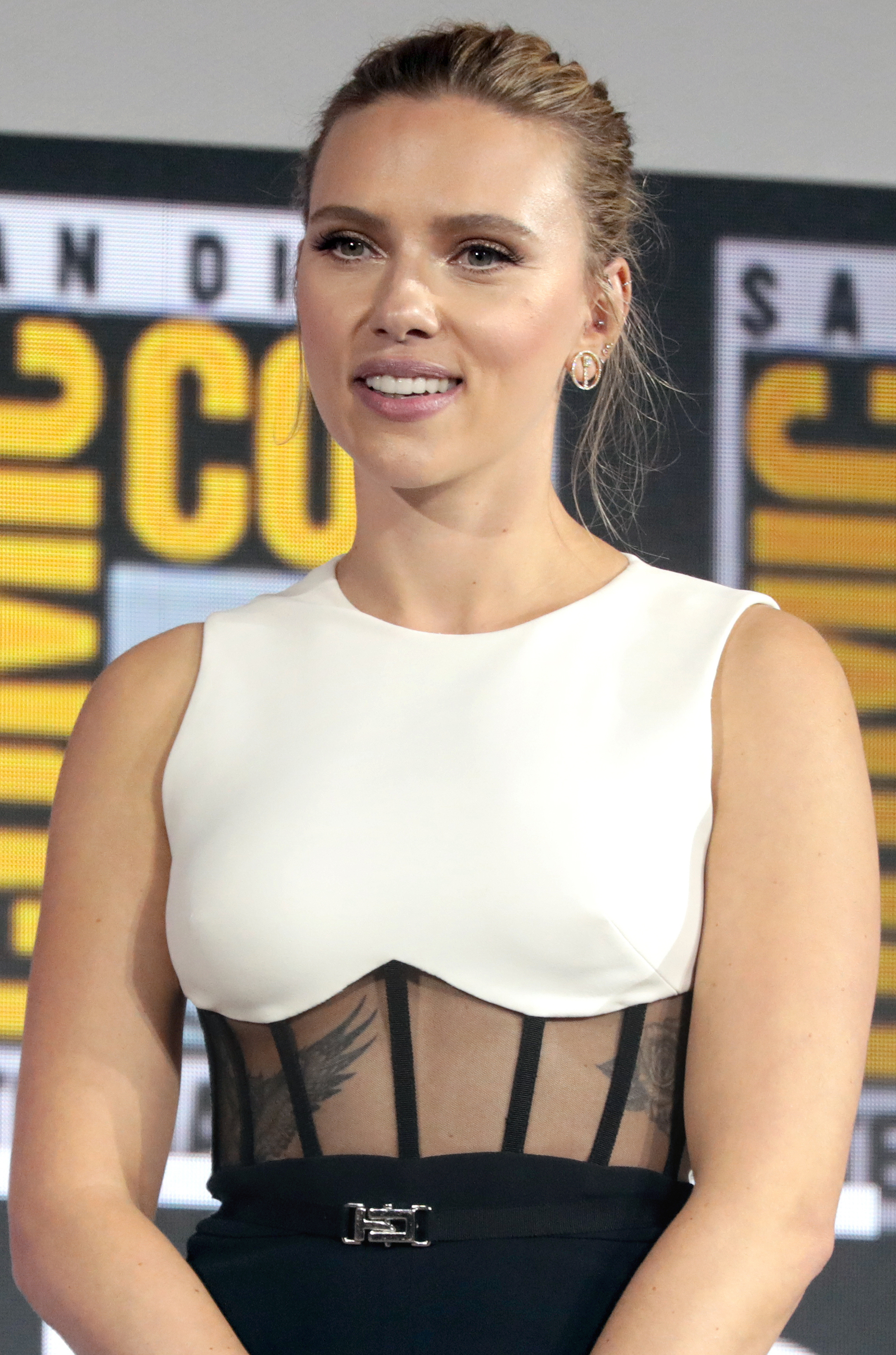
Scarlett Johansson en la San Diego Comic-Con 2019 durante la presentación de su película Black Widow.

- 2014: en el Arena Corinthians de Brasil se llevó a cabo la segunda semifinal del Mundial 2014, en donde Argentina, en el día de su Independencia, le ganó a Países Bajos (Holanda) por 4-2 en penales y logró así volver a una final de Copa del Mundo después de 24 años.
- 2015: en La Paz (Bolivia) el presidente Evo Morales le regala al papa Francisco una réplica del crucifijo del periodista, cineasta y sacerdote marxista Luis Espinal (1932-1980), asesinado en La Paz (el día anterior, el papa había orado en el sitio donde fue hallado el cadáver del jesuita).
- 2021: tras retrasarse por más de un año debido a la pandemia del Covid-19, Black Widow se estrenó mundialmente en cines y en el servicio de streaming Disney+. Esta película marcó la despedida de Scarlett Johansson y su personaje Natasha Romanoff de las películas de Marvel tras 11 años. Por gran parte de la opinión popular, esta película fue considerada el evento cinematográfico del 2021.
- 2024: en el Día de la Independencia de Argentina y en honor a los padres fundadores, el presidente Javier Milei junto a 18 gobernadores provinciales e importantes figuras políticas nacionales, firmaron el famoso 'Pacto de Mayo' propuesto por el gobierno oficialista con el objetivo de llevar a cabo la reconstrucción de las bases del país y confrontar la crísis económica y social que acechan hace décadas a los argentinos.

## Nacimientos
- 1249: Kameyama Tennō, emperador japonés (f. 1305).
- 1511: Dorotea de Sajonia-Lauenburgo, reina consorte de Dinamarca y Noruega (f. 1571).
- 1577: Thomas West, político británico (f. 1618).

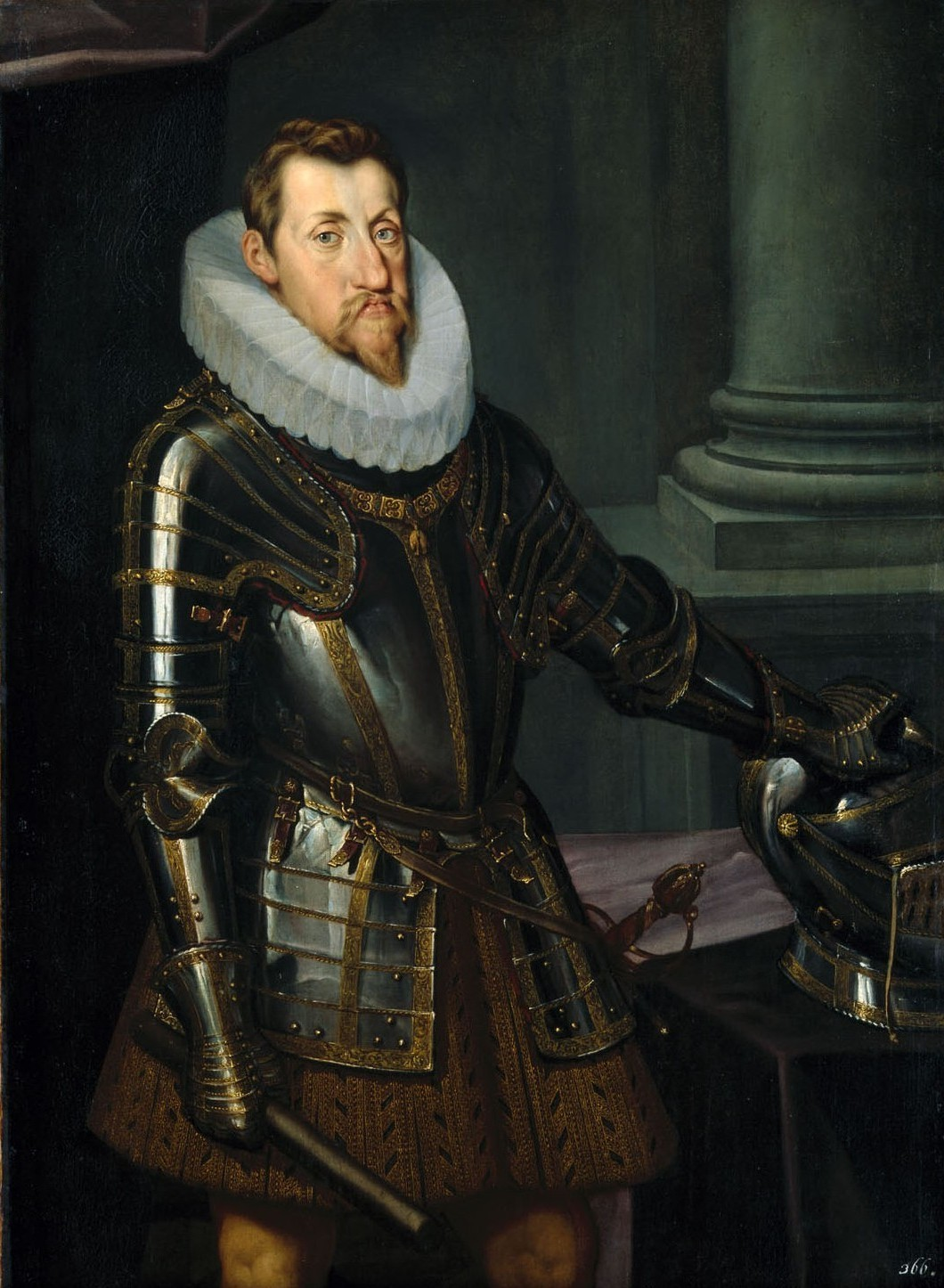
Fernando II de Habsburgo.

- 1578: Fernando II de Habsburgo, emperador alemán (f. 1637).
- 1654: Reigen Tennō, emperador japonés (f. 1732).
- 1713: John Newbery, editor británico (f. 1767).
- 1764: Ann Radcliffe, escritora británica (f. 1823).
- 1766: Johanna Schopenhauer, escritora alemana (f. 1839).
- 1775: Matthew Lewis, novelista británico (f. 1818).
- 1786: Sofía Helena Beatriz de Francia, princesa francesa (f. 1787).
- 1800: Friedrich Gustav Jakob Henle, médico alemán (f. 1885).
- 1808: Alexander William Doniphan, abogado y soldado estadounidense (f. 1887).
- 1819: Elias Howe, inventor estadounidense (f. 1867).
- 1821: Juan Díaz de Garayo, psicópata criminal español (f. 1881).
- 1834: Jan Neruda, escritor y poeta checo (f. 1891).
- 1836: Henry Campbell-Bannerman, primer ministro y político británico (f. 1908).

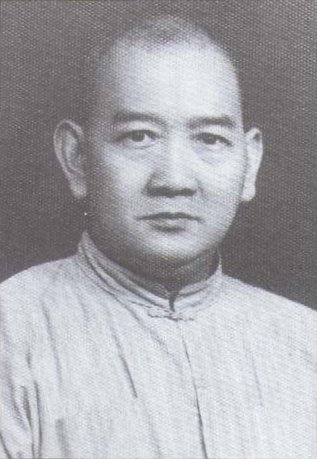
Wong Fei Hung.

- 1847: Wong Fei Hung, médico y maestro de artes marciales chinas (f. 1924).
- 1848: Roberto I de Parma, aristócrata italiano (f. 1907).
- 1858: Franz Boas, antropólogo estadounidense (f. 1942).
- 1868: Alexandre Promio, cineasta francés (f. 1927).
- 1871: Miguel Arroyo Diez, fue un político, diplomático, periodista e historiador colombiano que se desempeñó como ministro de Estado y designado a la Presidencia de la República. (f. 1935).
- 1876: Honorio Pueyrredón, catedrático y político argentino (f. 1945).
- 1879: Carlos Chagas, médico e higienista brasileño (f. 1934).
- 1879: Ottorino Respighi, compositor italiano (f. 1936).
- 1887: Emilio Mola, militar español (f. 1937).
- 1887: Saturnino Herrán, pintor mexicano (f. 1918).
- 1890: Efrén Núñez Mata, médico y escritor mexicano (f. 1974).
- 1893: Mimí Derba, cantante y actriz mexicana (f. 1953).
- 1899: Cirilo Cánovas García, político español (f. 1973).
- 1900: Frances McConnell-Mills, toxicóloga estadounidense (f. 1975).

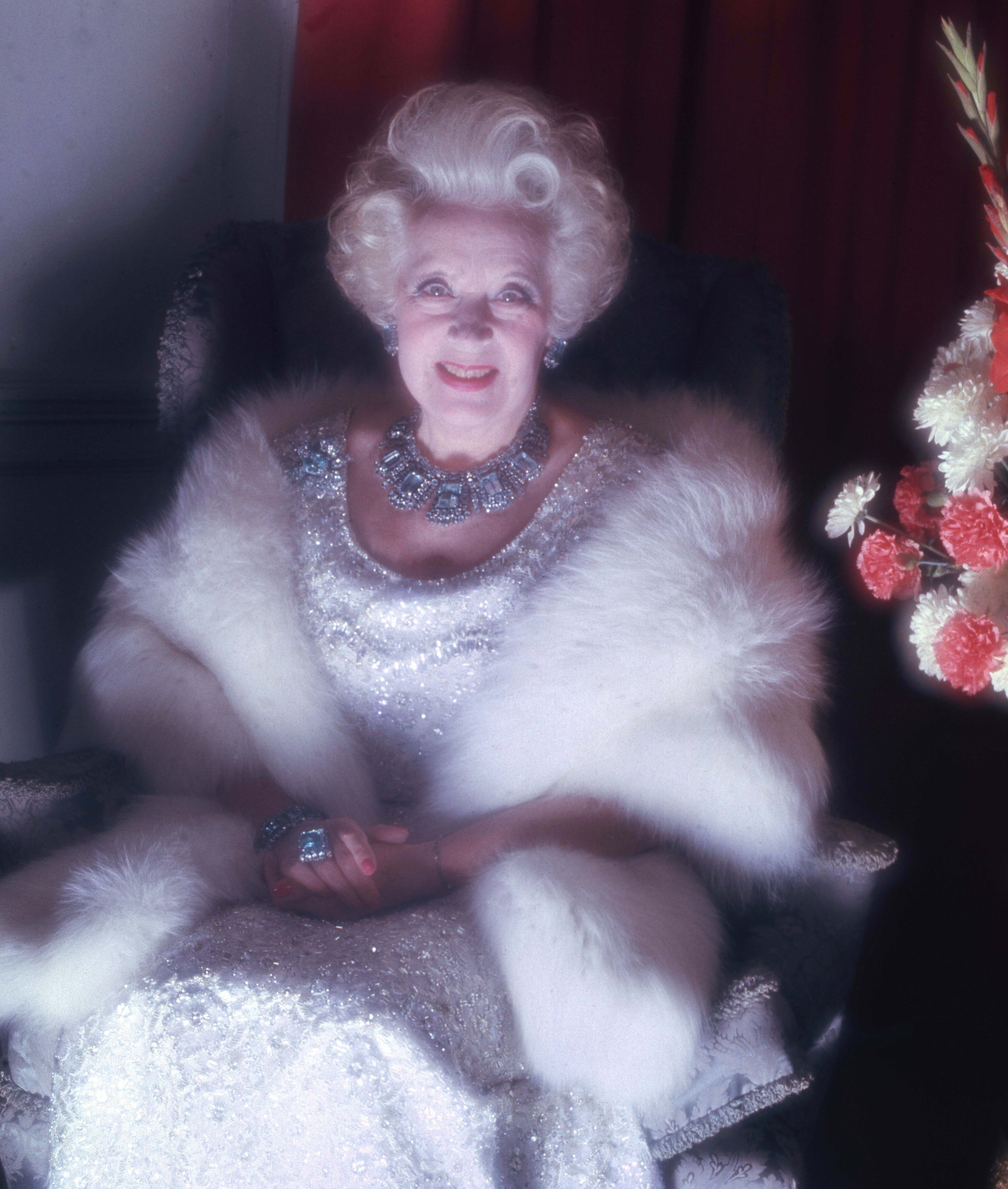
Barbara Cartland.

- 1901: Barbara Cartland, novelista británica (f. 2000).
- 1905: Clarence Campbell, jugador de hockey hielo canadiense (f. 1984).
- 1907: Eddie Dean, músico y actor estadounidense (f. 1999).
- 1908: Paul Brown, entrenador de fútbol americano estadounidense (f. 1991).
- 1908: Minor White, fotógrafo estadounidense (f. 1976).
- 1909: Manolo Caracol, cantaor flamenco español (f. 1973).
- 1911: Mervyn Peake, escritor e ilustrador británico (f. 1968).
- 1911: John Archibald Wheeler, físico estadounidense (f. 2008).
- 1914: Willi Stoph, político alemán (f. 1999).
- 1915: David Diamond, compositor estadounidense (f. 2005).
- 1916: Julio Romero, político argentino (f. 2011).
- 1916: Edward Heath, político y primer ministro británico (f. 2005).
- 1918: Alí Chumacero, poeta y editor mexicano (f. 2010).
- 1919: Emma Reyes, artista, pintora, dibujante y escritora colombiana (f. 2003).
- 1924: José Luis Alonso Mañés, director de teatro español (f. 1990).
- 1925: Guru Dutt, actor y cineasta indio (f. 1964).
- 1926: Ben Roy Mottelson, físico danés, de origen estadounidense, premio Nobel de física en 1975.
- 1926: Pedro Dellacha, futbolista argentino (f. 2010).
- 1926: Mathilde Krim, investigadora médica estadounidense, cofundadora de amfAR (f. 2018)
- 1927: Susan Cabot, actriz estadounidense (f. 1986).

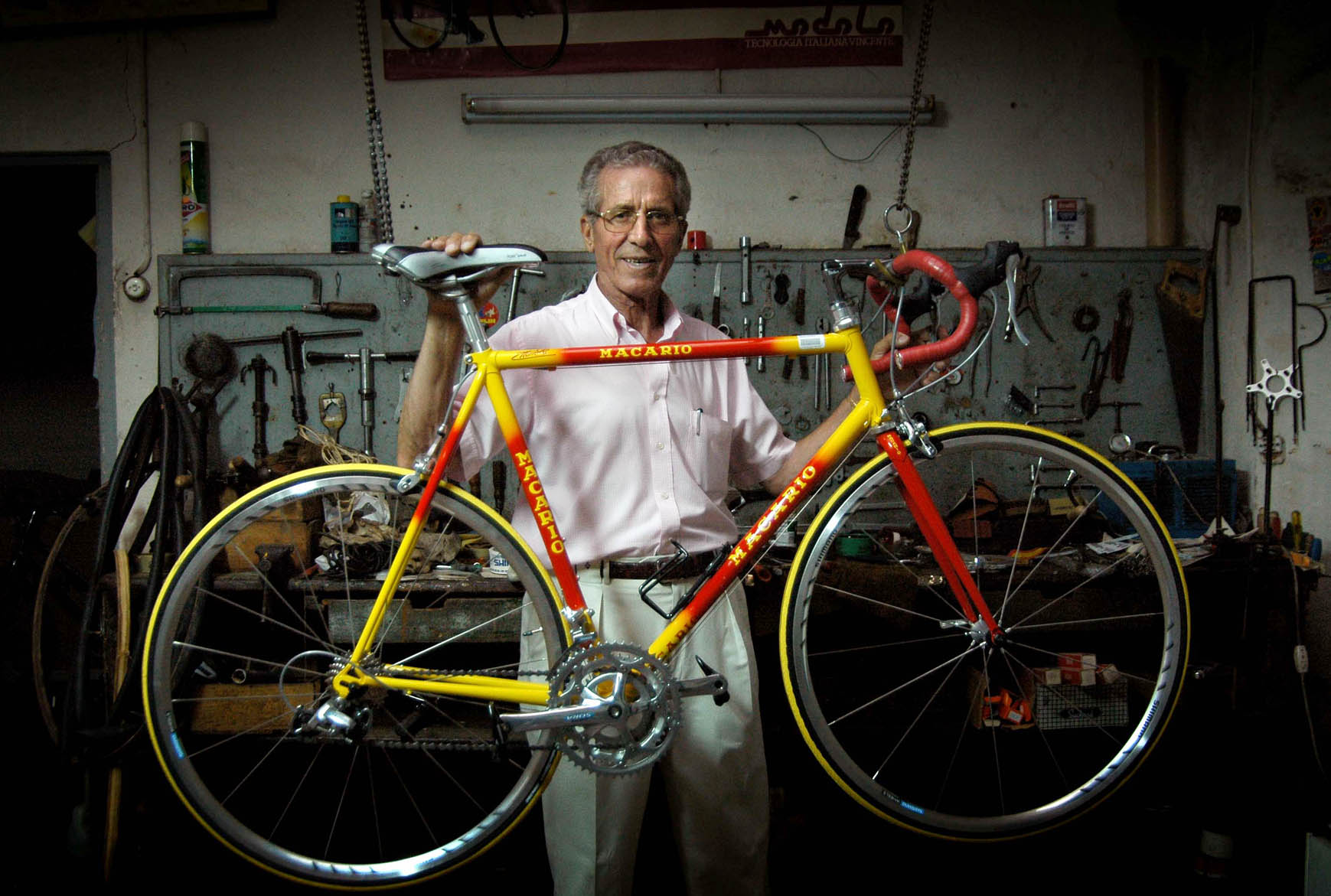
Federico Martín Bahamontes.

- 1928: Federico Martín Bahamontes, ciclista español (f. 2023).
- 1928: Adolfo García Grau, actor argentino (f. 1993).
- 1929: Hasán II, rey marroquí (f. 1999).
- 1929: Lee Hazlewood, compositor estadounidense (f. 2007).
- 1931: Valentina Borok, matemática ucraniana (f. 2004)
- 1932: Roberto Goizueta, empresario cubanoestadounidense (f. 1997).

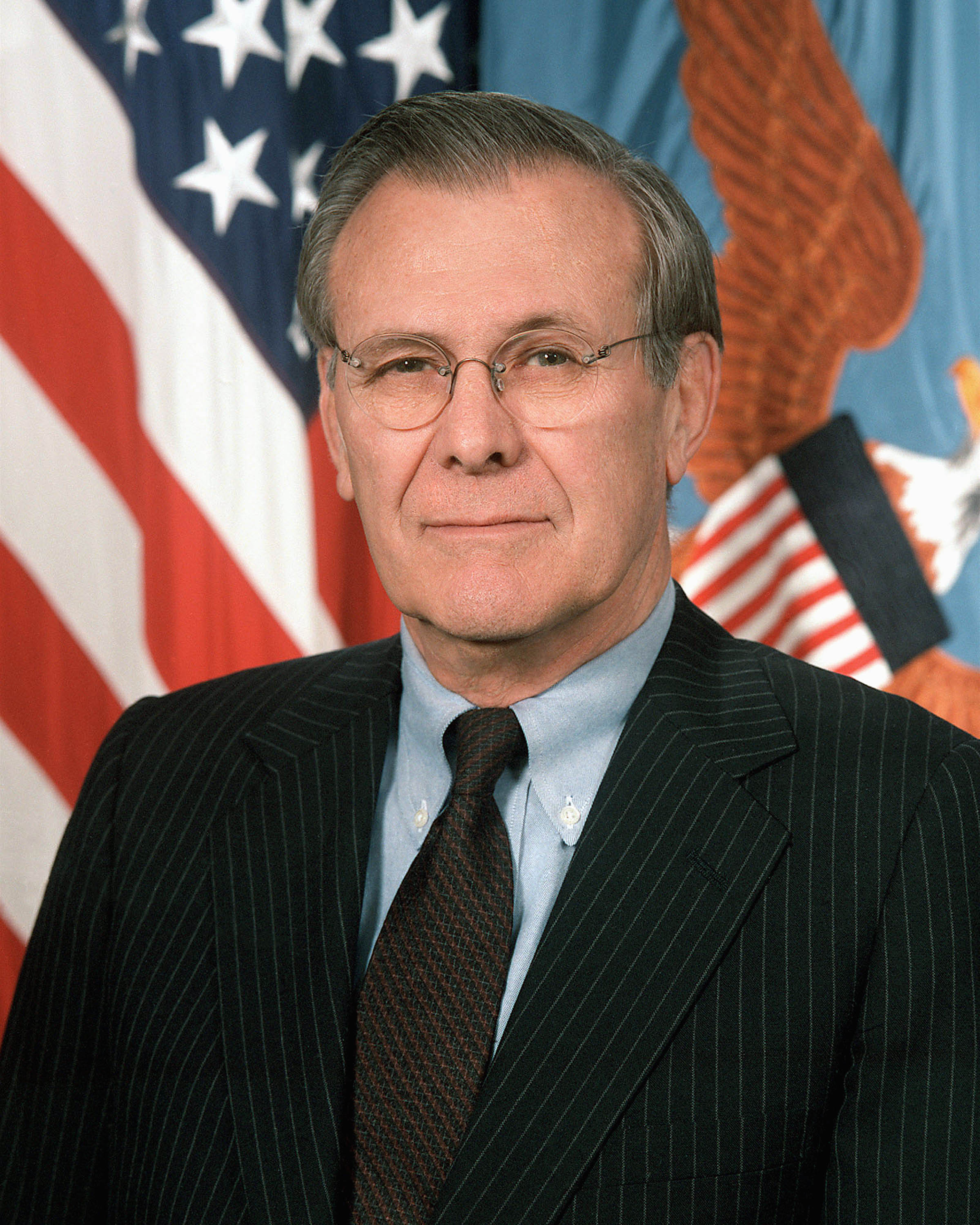
Donald Rumsfeld.

- 1932: Donald Rumsfeld, diplomático y político estadounidense (f. 2021).
- 1933: José Libertella, bandoneonista argentino (f. 2004).
- 1933: Elem Klímov, cineasta soviético

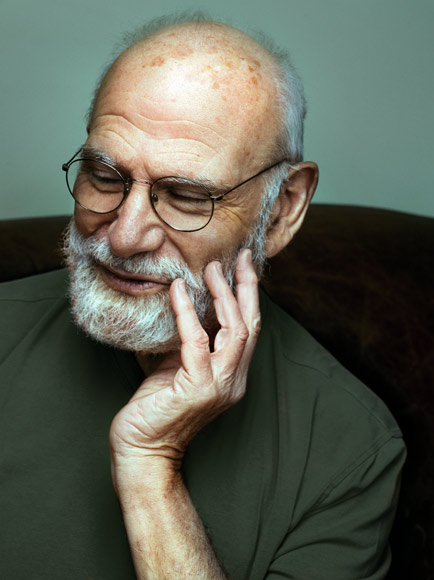
Oliver Sacks.

- 1933: Oliver Sacks, neurólogo y escritor británico (f. 2015).
- 1934: Michael Graves, arquitecto estadounidense (f. 2015).
- 1935: Wim Duisenberg, economista y político neerlandés (f. 2005).
- 1935: Isabel Sarli, actriz argentina (f. 2019).
- 1935: Mercedes Sosa, cantante argentina (f. 2009).
- 1936: Richard Wilson, actor y director escocés.
- 1936: James Hampton, actor, director y guionista estadounidense (f. 2021).
- 1937: David Hockney, artista británico de pop art.
- 1938: Brian Dennehy, actor estadounidense (f. 2020).
- 1939: Domingo Siazon, diplomático filipino (f.2016).
- 1940: María Cristina Laurenz, cantante y actriz argentina.
- 1942: Johnny Laboriel, cantante mexicano (f. 2013).
- 1943: Soledad Miranda, actriz española (f. 1970).
- 1945: Dean Koontz, novelista estadounidense.
- 1945: Gonzalo Morales Sáurez, pintor hiperrealista costarricense (f. 2017).

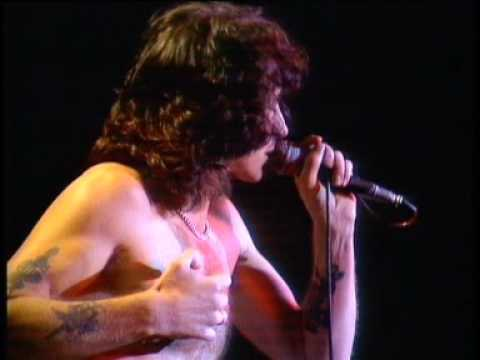
Bon Scott.

- 1946: Bon Scott, cantante australiano, de la banda AC/DC (f. 1980).
- 1946: Héctor Aguilar Camín, periodista, escritor e historiador mexicano.

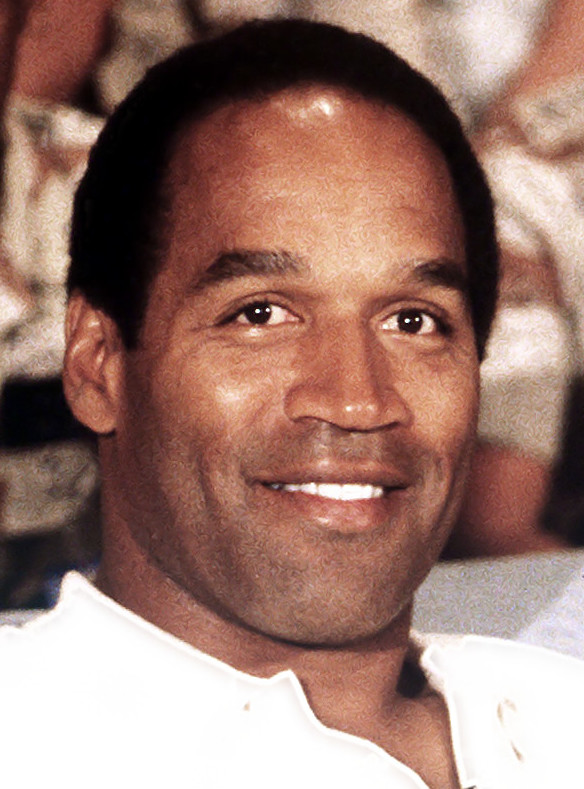
O. J. Simpson.

- 1947: Rubén Basoalto, baterista argentino (f. 2010).
- 1947: Donald, cantante argentino.
- 1947: Haruomi Hosono, músico japonés.
- 1947: Mitch Mitchell, baterista estadounidense, de la banda The Jimi Hendrix Experience (f. 2008).
- 1947: O. J. Simpson, actor y jugador de fútbol americano estadounidense (f. 2024).
- 1948: Gloria Muñoz, actriz española.
- 1949: Jesse Duplantis, predicador estadounidense.
- 1950: Adriano Panatta, tenista italiano.
- 1950: Víktor Yanukóvich, político ucraniano.
- 1951: Chris Cooper, actor estadounidense.
- 1951: Jeje Odongo, político y militar ugandés.
- 1952: John Tesh, compositor estadounidense.
- 1953: Thomas Ligotti, poeta y escritor estadounidense.
- 1955: Lindsey Graham, abogado y político estadounidense.
- 1955: Jimmy Smits, actor estadounidense.
- 1955: Lisa Banes, actriz estadounidense (f. 2021).

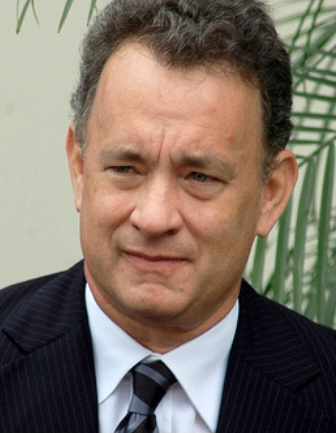
Tom Hanks.

- 1956: Tom Hanks, actor estadounidense.
- 1957: Tim Kring, guionista y productor estadounidense.
- 1957: Kelly McGillis, actriz estadounidense.
- 1957: Freddie Medina, practicante de artes marciales puertorriqueño.
- 1957: Jim Paxson, jugador de baloncesto estadounidense.
- 1959: Juan José Aizcorbe, abogado, político y administrador concursal español.
- 1959: Kevin Nash, luchador profesional estadounidense.
- 1960: Marc Mero, luchador y boxeador estadounidense.
- 1960: Eduardo Montes Bradley, periodista y escritor argentino.
- 1961: Raymond Cruz, actor estadounidense.
- 1963: Raúl Patricio Solanas, político argentino (f. 2011).

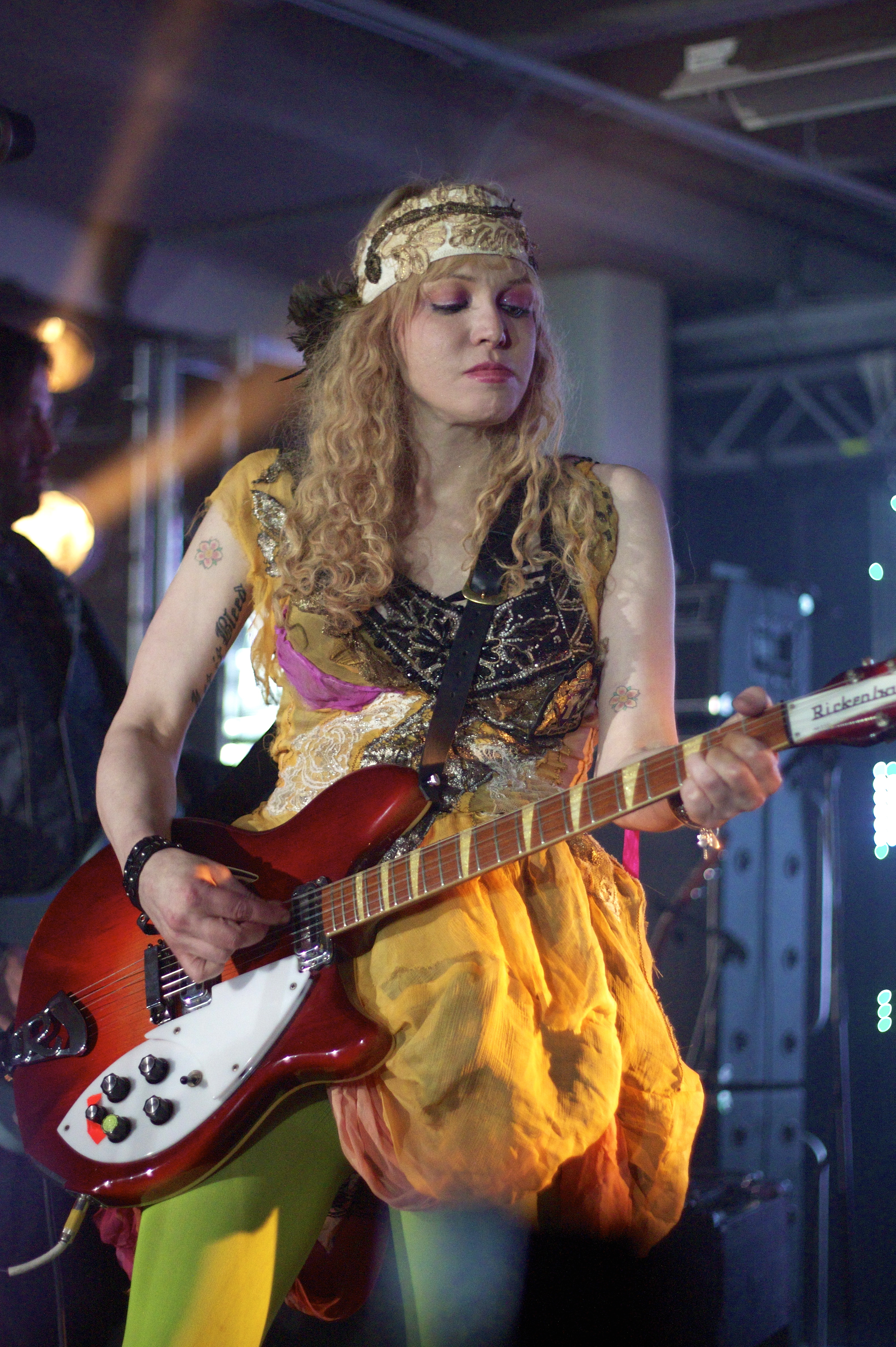
Courtney Love.

- 1964: Courtney Love, cantante y música estadounidense.
- 1965: Frank Bello, músico estadounidense, de la banda Anthrax.
- 1966: Eric Melvin, guitarrista estadounidense, de la banda NOFX.
- 1966: Marco Pennette, guionista y productor estadounidense.
- 1966: Chichí Peralta, percusionista y productor dominicano.
- 1968: Eduardo Santamarina, actor mexicano.

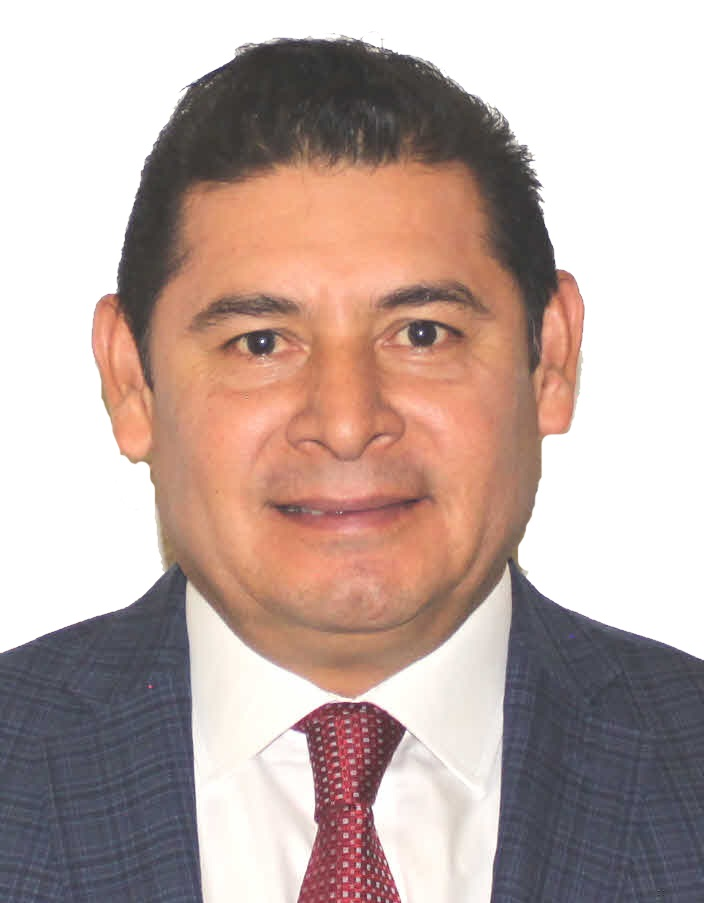
Alejandro Armenta Mier

- 1969: Alejandro Armenta Mier, politólogo y político mexicano. Gobernador de Puebla desde 2024.
- 1971: Marc Andreessen, informático estadounidense.
- 1971: Scott Grimes, cantante y actor estadounidense.
- 1971: Vitali Klichkó, boxeador ucraniano.
- 1972: Simón Echeverría, productor y músico chileno (f. 2006)
- 1972: Simon Tong, músico y productor británico, de las bandas The Verve, Blur y Gorillaz.
- 1973: Enrique Murciano, actor estadounidense de origen latino.
- 1975: Wilmer Cartagena, cantautor de salsa e ingeniero de sistemas peruano
- 1975: Shelton Benjamin, luchador profesional estadounidense.
- 1975: Damián Szifron, guionista y cineasta argentino.

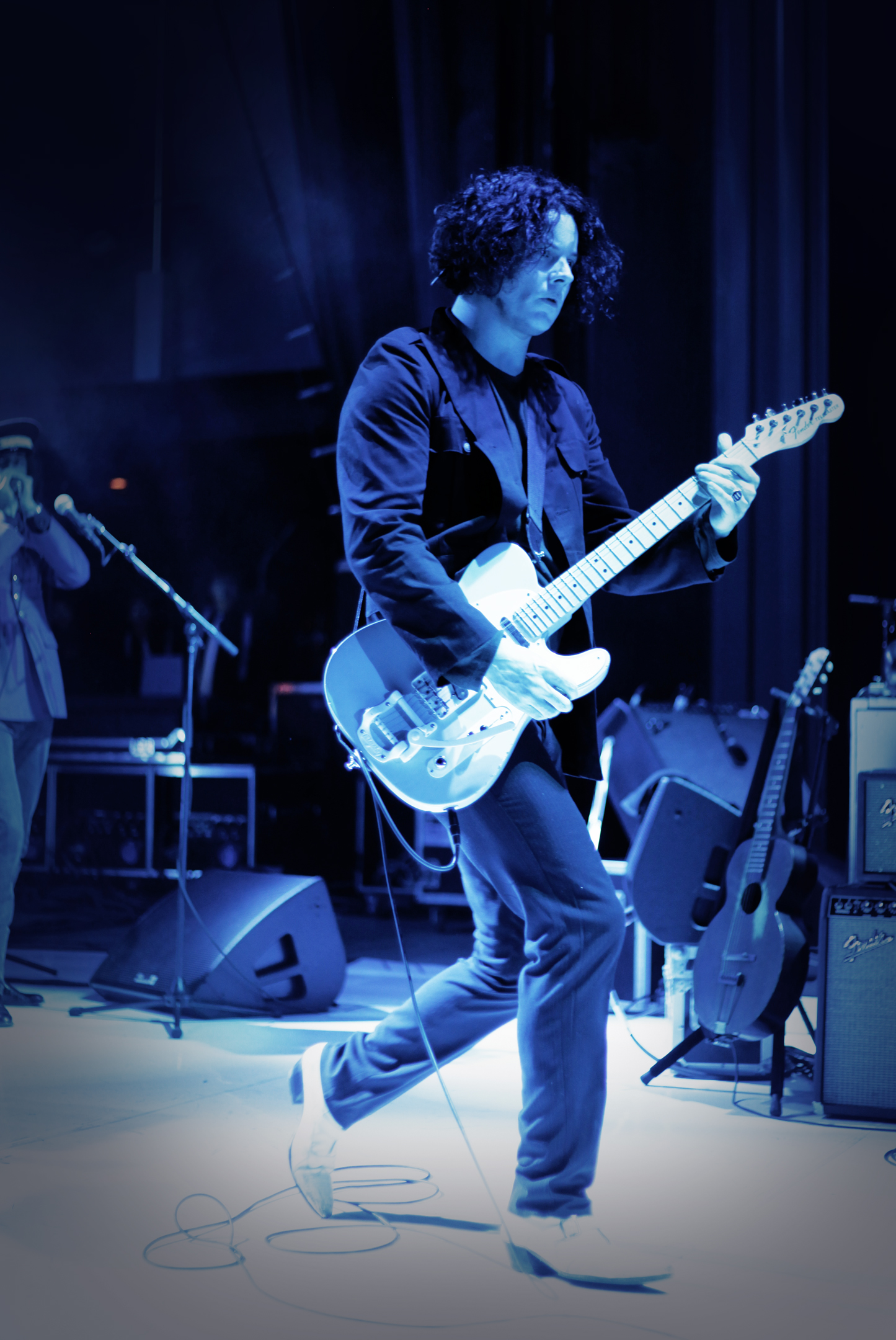
Jack White.

- 1975: Jack White, músico y guitarrista estadounidense, de la banda The White Stripes.
- 1976: Fred Savage, actor estadounidense.
- 1978: Mark Medlock, cantante alemán.
- 1979: Rodrigo Díaz, bailarín chileno.
- 1979: Matt Celotti, yudoca australiano.
- 1979: Asier Antonio, balonmanista español.
- 1979: Suzanne Stokes, modelo y actriz estadounidense.
- 1980: Udonis Haslem, baloncestista estadounidense.
- 1982: Alecko Eskandarian, jugador de fútbol americano estadounidense.
- 1982: Toby Kebbell, actor británico.
- 1982: Maggie Ma, actriz canadiense.
- 1982: Andrew St. John, actor estadounidense.
- 1982: Sakon Yamamoto, piloto japonés de Fórmula 1.
- 1982: Céline Dumerc, baloncestista francesa.
- 1982: Fauzi Rzig, atleta tunecino.
- 1982: Angélica Celaya, actriz estadounidense.
- 1983: Miguel Montero, beisbolista venezolano.
- 1984: Sachi Kokuryū, actriz de voz japonesa.
- 1985: Paweł Korzeniowski, nadador polaco.

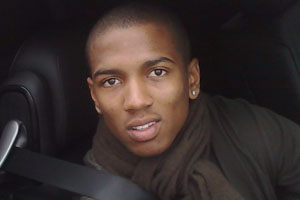
Ashley Young.

- 1986: Jesús Navarro, cantante mexicano, de la banda Reik.
- 1986: Kiely Williams, actriz y cantante estadounidense.
- 1987: Gert Jõeäär, ciclista estonio.
- 1987: Rebecca Sugar, productora, guionista, animadora y compositora estadounidense.
- 1988: Kimberly Reyes, actriz y modelo colombiana.
- 1991: Mitchel Musso, actor y cantante estadounidense.
- 1991: José Manuel Urcera, piloto de motociclismo y automovilismo argentino.
- 1992: Douglas Booth, actor británico.
- 1993: Jake Vargas, actor filipino.
- 1994: Akiane Kramarik, pintora y poeta estadounidense.
- 1994: Samuel George Lewis, músico británico.
- 1994: Hugh Carthy, ciclista británico.
- 1994: Kryštof Bogar, ciclista checo.
- 1994: Jordan Mickey, baloncestista estadounidense.
- 1994: Kyree King, atleta estadounidense.
- 1995: Georgie Henley, actriz británica.
- 1996: Rafael Miguel, actor brasileño (f. 2019).
- 1996: Megan Nick, esquiadora acrobática estadounidense.
- 1996: Kevin Hervey, baloncestista estadounidense.
- 1997: Habitam Alemu, atleta etíope.
- 1997: Dimitra Gnafaki, atleta griega.
- 1997: Lamar Stevens, baloncestista estadounidense.
- 1998: Robert Capron, actor estadounidense.
- 1998: Rasmus Pedersen, ciclista danés.
- 1998: Sei'ichirō Nagata, actor japonés.
- 1999: Claire Margaret Corlett, actriz canadiense.
- 1999: Jaylen Nowell, baloncestista estadounidense.
- 1999: Zuko Mdunyelwa, futbolista sudafricano.
- 2000: Kliment Kolesnikov, nadador ruso.
- 2000: Csenge Braun, balonmanista húngara.
- 2000: Akira Sone, yudoca japonesa.
- 2002: Jean-Baptiste Bruxelle, atleta francés.
- 2003: Elmer Møller, tenista danés.
- 2005: Kim Ji-young, actriz surcoreana.

## Futbolistas
- 1924: Julio Elías Musimessi, futbolista argentino (f. 1996).
- 1964: Gianluca Vialli, futbolista y entrenador italiano (f. 2023).
- 1968: Álex Aguinaga, futbolista ecuatoriano.
- 1968: Paolo Di Canio, futbolista italiano.
- 1974: Pablo Pinillos, futbolista español.
- 1976: Fran Noguerol, futbolista español.
- 1976: Jo Kanazawa, futbolista japonés.
- 1978: Álvaro Cámara, futbolista español.
- 1979: Kōji Nakata, futbolista japonés.
- 1981: Chavi Pascual, futbolista español.
- 1981: Lee Chun-soo, futbolista surcoreano.
- 1982: Boštjan Cesar, futbolista esloveno.
- 1982: Jungo Kono, futbolista japonés.
- 1982: Kozue Andō, futbolista japonesa.
- 1982: Fernando Sanjurjo, futbolista argentino.
- 1982: Alecko Eskandarian, futbolista estadounidense.
- 1983: Carmelo González, futbolista español.
- 1983: Diego Galiano Jiménez, futbolista español.
- 1984: Blaže Ilijoski, futbolista macedonio.
- 1985: Ashley Young, futbolista británico.
- 1985: Gustavo Dávila, futbolista colombiano (f. 2014).
- 1986: Sébastien Bassong, futbolista camerunés.
- 1986: Severo Meza, futbolista mexicano.
- 1986: Kevin Thornton, futbolista irlandés.
- 1988: Raul Rusescu, futbolista rumano.
- 1988: Miguel Martínez Serna, futbolista español.
- 1988: Yohei Naito, futbolista japonés.
- 1990: Fábio da Silva, futbolista brasileño.
- 1990: Rafael da Silva, futbolista brasileño.
- 1991: Jony Rodríguez, futbolista español.
- 1991: Guillermo Chavasco, futbolista uruguayo.
- 1992: Borja Valle, futbolista español.
- 1993: DeAndre Yedlin, futbolista estadounidense.
- 1994: Jonathan Bijimine, futbolista congoleño.
- 1994: Moumi Ngamaleu, futbolista camerunés.
- 1994: Alvin Jones, futbolista trinitense.
- 1994: Daniel Bachmann, futbolista austriaco.
- 1994: Luka Đorđević, futbolista montenegrino.
- 1995: Sandro Ramírez, futbolista español.
- 1995: João Palhinha, futbolista portugués.
- 1995: Marko Janković, futbolista montenegrino.
- 1996: Ivan Zotko, futbolista ucraniano.
- 1996: Dan í Soylu, futbolista feroés.
- 1996: Nicolás Lugli, futbolista argentino.
- 1996: Amir Natjó, futbolista ruso.
- 1996: Mayron Flores, futbolista hondureño.
- 1997: Christian Rivera Hernández, futbolista español.
- 1997: Luca Clemenza, futbolista italiano.
- 1997: Iván Villar, futbolista español.
- 1997: Kento Kawata, futbolista japonés.
- 1997: Zourdine Thior, futbolista senegalés.
- 1997: Lameck Siame, futbolista zambiano.
- 1997: David Muñoz Pueyo, futbolista español.
- 1997: Damián Waller, futbolista uruguayo.
- 1998: Pelayo Suárez, futbolista español.
- 1998: Edgaras Dubickas, futbolista lituano.
- 1998: Farrukh Ikromov, futbolista uzbeko.
- 1999: Vahan Bichakhchyan, futbolista armenio.
- 1999: Alberto Fernández García, futbolista español
- 2000: Ana Marcos, futbolista española.
- 2000: Ricardo Montenegro, futbolista costarricense.
- 2000: Flabián Londoño, futbolista colombiano.
- 2001: Juan Miguel García Roca, futbolista español.
- 2002: Hugo Siquet, futbolista belga.
- 2003: Conor Bradley, futbolista británico.

## Fallecimientos

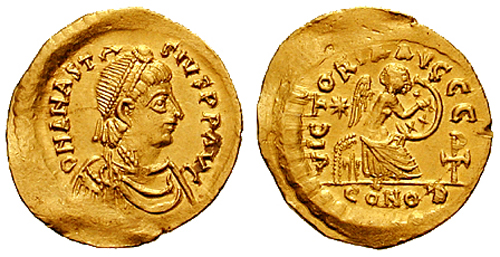
Anastasio I.

- 518: Anastasio I, emperador bizantino entre 491 y 518 (n. 430).
- 981: Ramiro Garcés de Viguera, rey de Viguera (n. 945).
- 1228: Stephen Langton, religioso inglés, arzobispo de Canterbury (n. 1150).
- 1386: Leopoldo III, aristócrata austriaco (n. 1351).
- 1441: Jan van Eyck, pintor flamenco (n. 1390).
- 1549: Diego Centeno, conquistador español (n. 1516).
- 1553: Mauricio de Sajonia, político alemán (n. 1521).
- 1654: Fernando IV de Hungría, rey austriaco (n. 1633).
- 1706: Pierre Le Moyne d'Iberville, militar y explorador canadiense (n. 1661).
- 1737: Juan Gastón de Médici, aristócrata toscano (n. 1671).
- 1746: Felipe V, rey español (n. 1683).
- 1747: Giovanni Bononcini, compositor y violonchelista italiano (n. 1670).
- 1797: Edmund Burke, estadista, filósofo y político británico (n. 1729).
- 1813: Nicola Manfroce, compositor italiano (n. 1791).
- 1828: Gilbert Stuart, pintor estadounidense (n. 1755).
- 1848: Jaime Balmes, filósofo y teólogo español (n. 1810).
- 1850: El Báb, profeta persa, fundador de la religión babí (n. 1819).
- 1850: Jean-Pierre Boyer, presidente haitiano (n. 1776).
- 1850: Zachary Taylor, 12.º presidente estadounidense (n. 1784).
- 1852: Manuel Lavalleja, militar uruguayo, oficial del general Artigas y uno de los Treinta y Tres Orientales (n. 1797).
- 1854: Antonio Neira de Mosquera, periodista y escritor español (n. 1818).
- 1855: William Edward Parry, explorador y almirante británico (n. 1790).William Edward Parry.

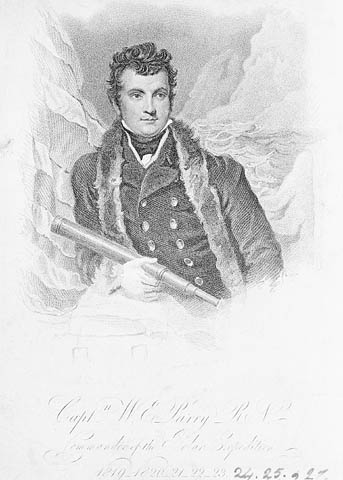
William Edward Parry.

- 1855: FitzRoy Somerset, mariscal británico (n. 1788).
- 1856: Amedeo Avogadro, químico italiano (n. 1776).
- 1880: Paul Broca, anatomista y médico francés (n. 1824).
- 1883: Filippo Pacini, médico italiano (n. 1812).
- 1894: Juventino Rosas, músico y compositor mexicano, creador del vals «Sobre las olas» (n. 1868).
- 1897: Augustine Tolton, sacerdote católico estadounidense (n. 1854).
- 1925: René Quinton, pionero de la aviación y naturalista autodidacta francés (n. 1866).
- 1932: King Camp Gillette, inventor estadounidense de la maquinilla de afeitar (n. 1885).
- 1937: Oliver Law, primer comandante afroestadounidense, muerto en la guerra civil española (n. 1899).
- 1938: Benjamin Cardozo, jurista estadounidense (n. 1870).
- 1943: Francisco Rodríguez Marín, poeta, folclorista, paremiólogo, lexicólogo y cervantista español (n.1855).
- 1944: Aleksandr Min, militar soviético de origen coreano (n. 1915).
- 1951: Harry Heilmann, jugador estadounidense de béisbol (n. 1894).
- 1953: Henri Padé, matemático francés (n. 1863).
- 1955: Adolfo de la Huerta, político y presidente mexicano en 1920 (n. 1881).Adolfo de la Huerta.

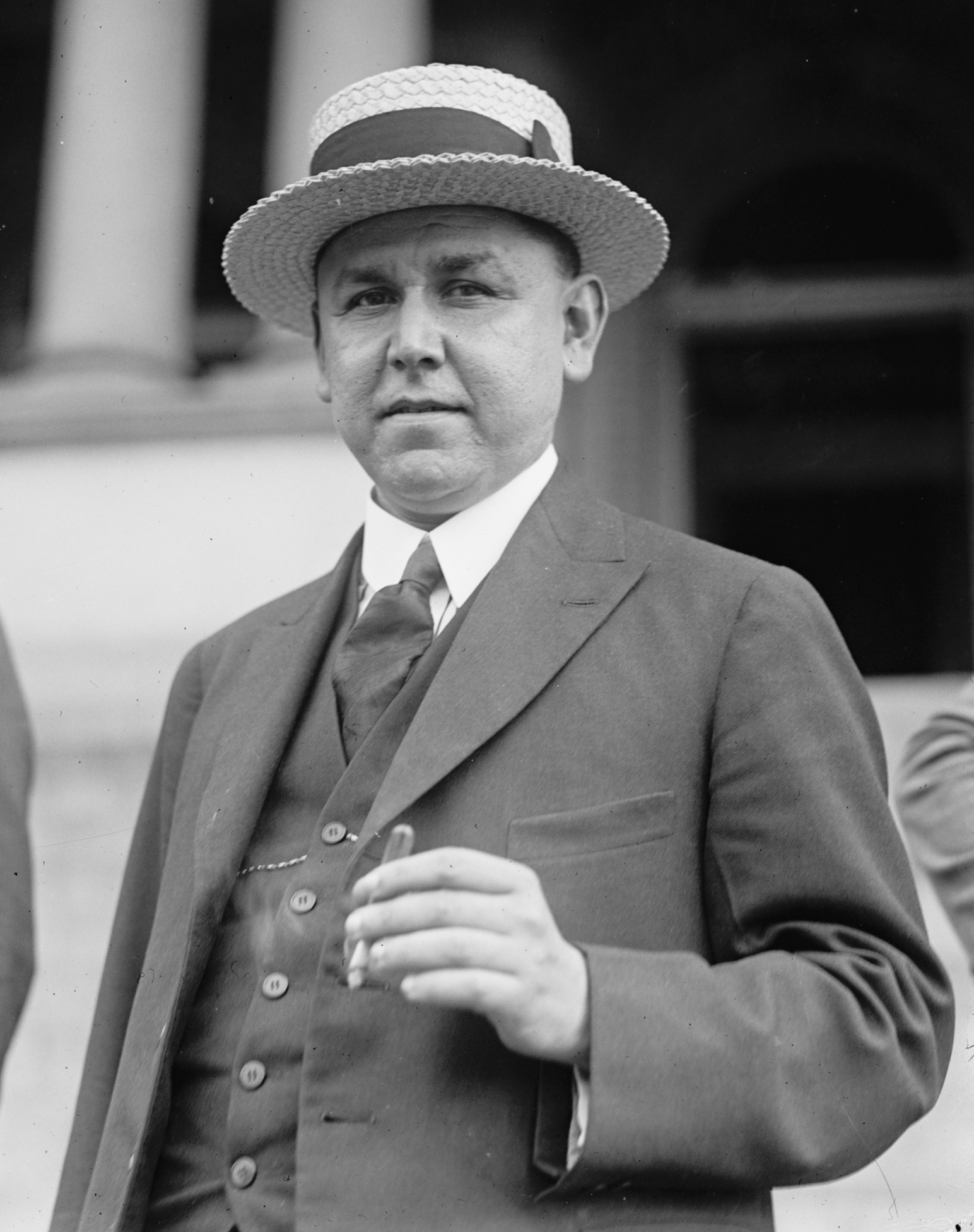
Adolfo de la Huerta.

- 1958: Sofía Bozán, actriz argentina (n. 1904).
- 1959: Félix Quesada, futbolista y entrenador español (n. 1902).
- 1962: Georges Bataille, antropólogo, sociólogo y filósofo francés (n. 1897).
- 1967: Eugen Fischer, antropólogo alemán (n. 1874).
- 1974: Earl Warren, político estadounidense (n. 1891).
- 1977: Alice Paul, activista feminista estadounidense (n. 1885).
- 1979: Cornelia Otis Skinner, actriz y escritora estadounidense (n. 1899).
- 1980: Juan Larrea, poeta español (n. 1890).

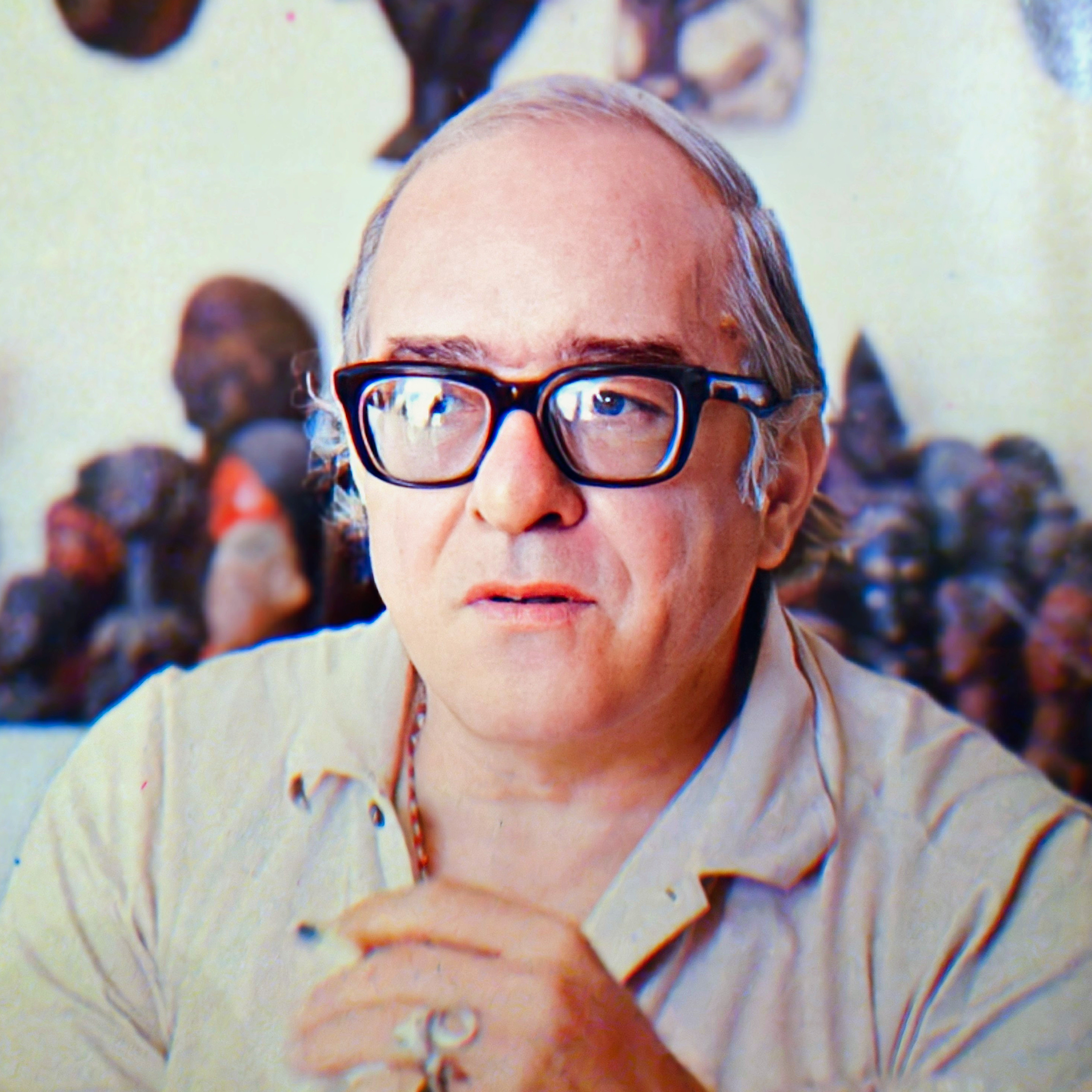
Vinícius de Moraes.

- 1980: Vinícius de Moraes, poeta, letrista y cantante brasilero de bossa nova (n. 1913).
- 1983: Margarita Palacios, cantante y compositora argentina (n. 1911).
- 1984: Randall Thompson, compositor estadounidense (n. 1899).
- 1984: Paulo Valentim, futbolista brasileño (n. 1932).
- 1985: Carlota, aristócrata luxemburguesa (n. 1896).
- 1985: Pierre-Paul Grassé, paleontólogo francés (n. 1895).
- 1991: José Salazar López, cardenal católico mexicano (n. 1911).
- 1992: Raimundo Fernández-Cuesta, político español (n. 1896).
- 1994: Christian-Jaque, cineasta francés (n. 1904).
- 1996: Aurora Redondo, actriz española (n. 1900).
- 1998: José de Molina, cantautor anarquista mexicano (n. 1938).
- 2002: Rod Steiger, actor estadounidense (n. 1925).Rod Steiger.

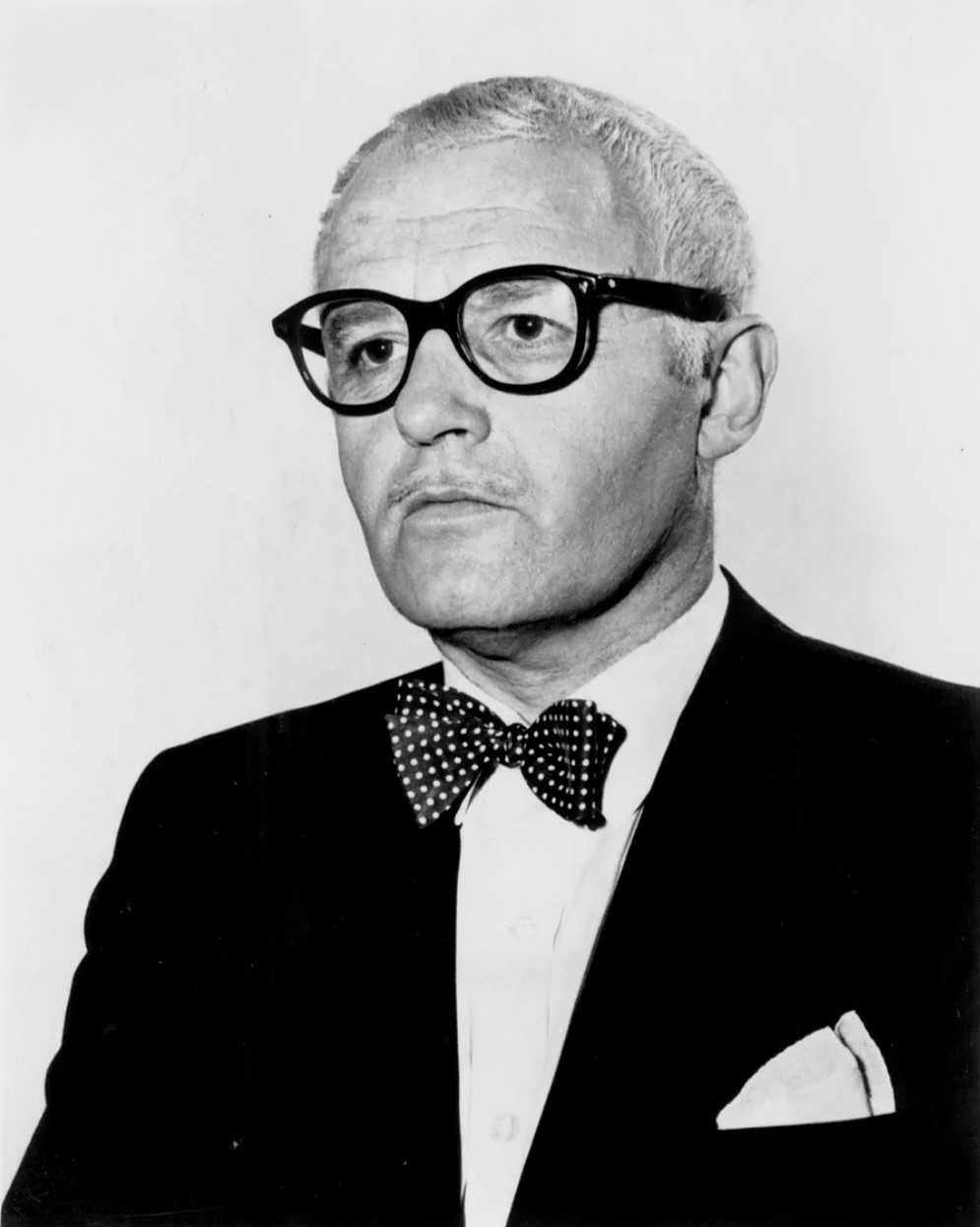
Rod Steiger.

- 2002: Tele (Juan José Palacios), músico español, de la banda Triana (n. 1943).
- 2003: Winston Graham, novelista británico (n. 1908).
- 2004: Jean Lefebvre, actor francés (n. 1919).
- 2004: Juan Manzano y Manzano, historiador español (n. 1911).
- 2006: Roberto Fiore, actor argentino (n. 1936).
- 2006: Milan Williams, músico estadounidense, de la banda The Commodores (n. 1948).
- 2006: Asdrúbal Fontes Bayardo, piloto de automovilismo uruguayo (n. 1922).
- 2007: Charles Lane, actor estadounidense (n. 1905).
- 2007: Joaquín Casellas, ingeniero y profesor universitario español (n. 1925).
- 2007: Eligio Rodríguez, intelectual y político español (n. 1910).
- 2008: Enrique Alejandro Mancini, periodista argentino (n. 1929).
- 2008: Sergio Algora, poeta y músico español (n. 1969).
- 2008: David Ausubel, psicólogo y pedagogo estadounidense (n. 1918).
- 2010: Jessica Anderson, novelista australiana (n. 1916).
- 2011: Don Ackerman, jugador de baloncesto estadounidense (n. 1930).
- 2011: Facundo Cabral, cantautor argentino (n. 1937).
- 2011: Würzel (Michael Burston), músico inglés, guitarrista de Motörhead (n. 1949).
- 2012: Terepai Maoate, 6.º primer ministro de las islas Cook (n. 1934).
- 2012: Denise René, galerista francesa (n. 1913).
- 2013: Arturo Cruz Porras, economista y político nicaragüense (n. 1923).
- 2013: Kiril de Varna, obispo búlgaro (n. 1954).
- 2014: John Spinks, músico y compositor inglés, guitarrista de The Outfield (n. 1953).
- 2015: Christian Audigier, diseñador de moda y empresario francés (n. 1958).
- 2015: Jim Bede, diseñador de aviones estadounidense (n. 1933).
- 2015: David M. Raup, paleontólogo estadounidense (n. 1933).
- 2015: Saud bin Faisal bin Abdulaziz Al Saud, diplomático y político saudí (n. 1940).
- 2016: Víctor Barrio, torero español (n. 1987).
- 2018: Peter Carington, diplomático y político británico (n. 1919).
- 2019: Fernando de la Rúa, político argentino, presidente de Argentina entre 1999 y 2001 (n. 1937).
- 2019: Ross Perot, empresario y político estadounidense (n. 1930).
- 2020: Agustín Alezzo, director teatral argentino (n. 1935).
- 2023: Luis Suárez, futbolista y entrenador de fútbol español (n. 1935).
- 2023: Porfirio Muñoz Ledo, diplomático y politólogo mexicano (n. 1933).
- 2024: Miguel Urrutia Montoya, economista y académico colombiano (n. 1939).

## Celebraciones
- Día Mundial de Concientización sobre la Misofonía.
Se celebra cada año el 9 de julio. Esta fecha busca informar y educar sobre la misofonía, un trastorno neurológico que causa reacciones emocionales y físicas intensas a sonidos específicos, como los de masticar o respirar. La misofonía, también conocida como "odio a los sonidos", es una condición que puede afectar significativamente la calidad de vida de quienes la padecen. Los individuos con misofonía experimentan respuestas aversivas a ciertos sonidos, que pueden incluir ira, ansiedad, o incluso pánico.
(en inglés: World Misophonia Awareness Day).

- Día de la Gacela.

- Naciones Unidas: 
  - Día Internacional de la Destrucción de Armas de Fuego.
Esta fecha fue establecida por las Naciones Unidas para crear conciencia sobre el impacto negativo de las armas de fuego en la seguridad, el desarrollo y los derechos humanos.
Objetivos principales: Promover la destrucción voluntaria y controlada de armas ilegales o excedentes. Fomentar políticas de desarme y prevención de la violencia armada. Sensibilizar sobre la importancia del control de armas pequeñas y ligeras, que causan miles de muertes cada año, especialmente en contextos de conflicto y crimen organizado.

 Por países
(Por orden alfabético)
- Argentina:

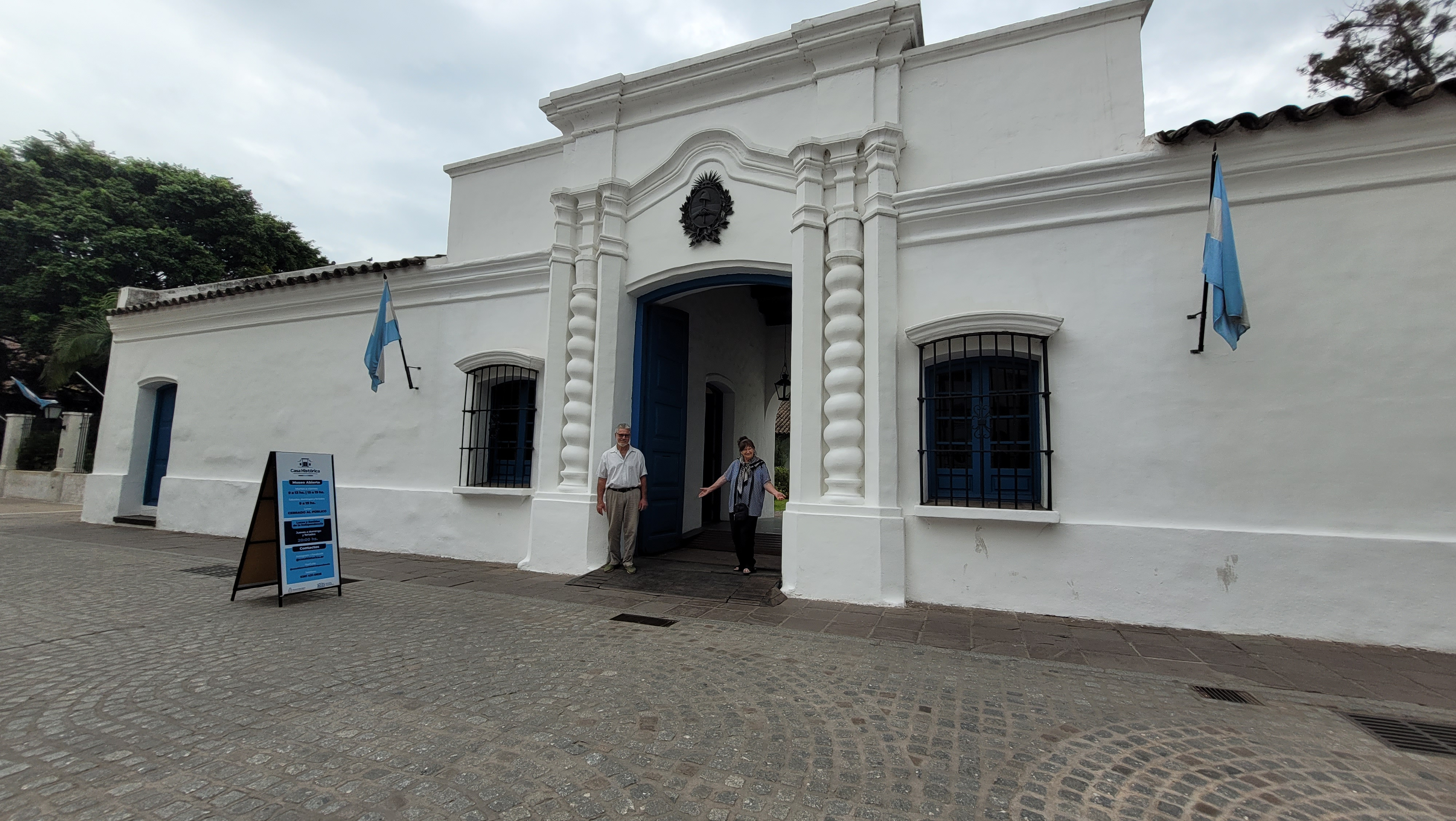
Casa Histórica de la Declaración de Independencia de la Argentina.

- - Día de la Independencia de Argentina.
Conmemoración de la Declaración de Independencia Nacional en la Casa de Tucumán (1816).[2](imagen ilustrativa).
Es un feriado nacional con desfiles, actos oficiales y festividades patrióticas.
    -  Misiones: 
      - Aniversario de Oberá.[3]
Fundación: 9 de julio de 1928 (97 años)

- Chile: 
  - Día de la Bandera.
En recuerdo al Combate de la Concepción. Juramento a la Bandera en las unidades del Ejército.

- Colombia: 
  - Día de la Virgen de Chiquinquirá.

- Ecuador: 
  - Día Nacional de las Telecomunicaciones.
Cada año, el 9 de julio, se conmemora esta fecha porque se transmitió el primer mensaje telegráfico en 1884 (141 años) entre Quito y Guayaquil.[4]

- Palaos: 
  - Día de la Constitución.

- Sudán del Sur: 
  - Día de la Independencia.

Ancestrales
- Antiguo Festival Romano:
  - Caprotinia, fiesta (exclusiva para mujeres) de la diosa Juno Caprotina, en favor de las esclavas.

Religiosas
- Culto Bahai: 
  - martirio de El Bab (1819-1850).

### Santoral católico

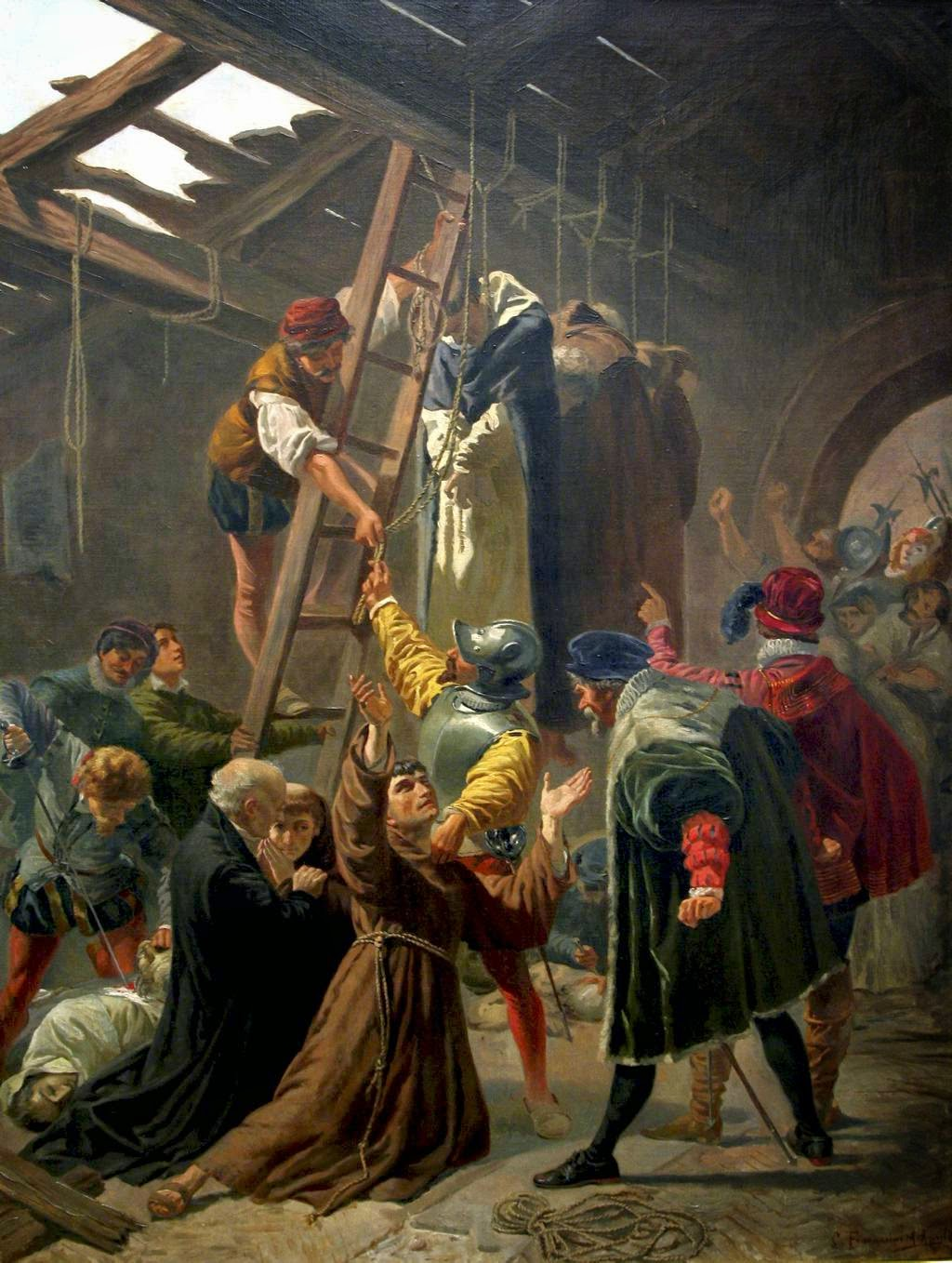
Los mártires de Gorcum, por Cesare Fracassini (1838-1868).

Festejo del día: San Nicolás Pieck y diecinueve compañeros.(imagen ilustrativa).
San Nicolás Pieck o Pick junto con otros diez franciscanos del convento de la pequeña ciudad holandesa de Gorcum, junto con otros ocho sacerdotes y religiosos, fueron martirizados por los calvinistas en Brielle por negarse a apostatar de la fe y, en especial, a retirar su obediencia al Papa.
- Santa Verónica Giuliani.
- San Audaz de Velino (s. III).[5]
- Santa Everilda de Sajonia (s. VII).[5]
- San José Yuan Zaide (s. XIX).[5]
- Beato Adriano Fortescue (s. XVI).[5]
- Beato Fidel Chojnacki (s. XX).[5]
- San Joaquín He Kaizhi (s. XIX).[5]
- Beata Juana Scopelli (s. XV).[5]
- Beata María de Jesús Crucificado Petkovic (s. XX).[5]
- Beata Paulina del Corazón de Jesús Agonizante (s. XX).[5]

 Por países
(Por orden alfabético)
- Argentina: 
  -  Corrientes y  Misiones: 
    - Fiesta de la Virgen de Itatí, Patrona de las provincias de Corrientes y Misiones.
En coincidencia con el Día de la Independencia de Argentina.[6]